# Botrynema brucei
Botrynema brucei is een hydroïdpoliep uit de familie Halicreatidae. De poliep komt uit het geslacht Botrynema. Botrynema brucei werd in 1908 voor het eerst wetenschappelijk beschreven door Browne. 